# Ростомян, Аповен Васильевич
Аповен Васильевич Ростомян (1905—1945) — гвардии сержант Рабоче-крестьянской Красной Армии, участник Великой Отечественной войны. Герой Советского Союза (1945).

## Биография
Аповен Ростомян родился 15 февраля 1905 года в Болнис-Хачене (ныне — село Болниси Болнисского муниципалитета Грузии). В 1944 году он был призван на службу в Рабоче-крестьянскую Красную Армию. С февраля того же года — на фронтах Великой Отечественной войны.
К январю 1945 года гвардии сержант Аповен Ростомян командовал отделением 44-го гвардейского стрелкового полка 15-й гвардейской стрелковой дивизии 5-й гвардейской армии 1-го Украинского фронта. Отличился во время освобождения Польши. 18 января 1945 года во время боя за польский город Жарки Ростомян закрыл собой амбразуру немецкого дзота, пожертвовав своей жизнью ради успеха своего подразделения. Похоронен в городе Кендзежин-Козле Кендзежинско-Козельского повята Опольского воеводства Республики Польша.
Указом Президиума Верховного Совета СССР от 10 апреля 1945 года гвардии сержант Аповен Ростомян посмертно был удостоен высокого звания Героя Советского Союза. Также был награждён орденом Ленина и медалью «За отвагу» (23.09.1944).
В честь Ростомяна названа улица в Болниси.